# 오박사
오박사(오키드 박사)는 닌텐도의 게임 소프트 《포켓몬스터》에 등장하며, 애니메이션 《포켓몬스터 시리즈》에 등장하는 캐릭터이다. 본명은 오용호(오키드 유키나리)이고, 사촌 친척으로는 알로라 지방 포켓몬 스쿨의 교장선생님인 송호오 교장이 있다.

## 성우
이시즈카 운쇼(무인편~SM 전기), 호리우치 켄유(SM 후기)/구자형(무인편), 장광(AG~DP), 신용우(DP~XY), 장승길(SM)

## 같이 보기
- 포켓몬스터 (애니메이션)의 등장인물